# Шаховской, Юрий Иванович
Князь Юрий Иванович Шаховской по прозванию «Косой» (умер в 1640) — воевода в Смутное время и во времена правления Михаила Фёдоровича.
Из второй ветви княжеского рода Шаховские. Единственный сын князя Ивана Ивановича Шаховского по прозванию "Лябезга".

## Биография
Показан в дворянах. В сентябре 1611 года послан при послах к польскому королю. В 1612 году первый воевода, под Погорелым Городищем разбил превосходящую по численности польскую армию, которой командовал король Сигизмунд III, при осаде города. В 1614-1615  годах второй воевода Передового полка в Мценске. В 1616 году воевода в Карачеве, не пойдя на помощь к Брянску, был осаждён и пленён полковником Лисовским. После возвращения из плена его назначали в 1620 году воеводой передового полка в Михайлове. По этому назначению местничал с князем В.Г. Романоновским-Большим, дело проиграл и был посажен в тюрьму на два дня, после чего выдан головою князю Ромодановскому. Весной 1624 и 1626 годах дневал и ночевал на Государевом дворе, во время государевых походов на богомолье в Троице-Сергиев монастырь. В 1626 году показан московским дворянином и дважды упомянут приглашенным к государеву столу.  В 1627—1629 годы воевода в Таре, где развил бурную деятельность, но жестокостью и несправедливыми действиями вызвал выступление сибирских татар, которые грозились сжечь город, но потом откочевали и вместе с калмыками принялись грабить Тарский и Тюменский уезды. За это на князя Шаховского наложили опалу и сослали в Тобольск, где он прожил с 1628 по 1632 годы. В 1633 году Юрию Ивановичу разрешили вернуться в Москву (после компенсации обиженным жителям).
Умер в 1640 году.

## Семья
От брака с неизвестной имел детей:
- Князь Шаховской Михаил Юрьевич — стольник.
- Князь Иван Юрьевич — жилец, участник Конотопского сражения, где и погиб, женат на Прасковье Григорьевне.

## Критика
В Боярской книге имеются два современника, кроме указанного выше, князя Юрия Ивановича Шаховского:
- Князь Шаховской Юрий Иванович — в 1627-1629 годах московский дворянин, умер в 7142 (1634) году.
- Князь Шаховской Юрий Иванович — в 1658-1668 стольник, в 1661 году местничал с князем Юрием Алексеевичем Долгоруким[4], умер в 7177 (1669) году.

Возможны смешивания служб данных представителей и местнические дела.
С прозванием "Косой" упоминается в Русском биографическом словаре А.А. Половцева. В Российской родословной книге П.В. Долгорукова, в родословной книге М.Г. Спиридова, в документах местничества, князь Юрий Иванович не упоминается с прозванием "Косой". В родословной книге из собрания М.А. Оболенского, в поколенной росписи поданной в 1682 году в Палату родословных дел, князь Юрий Иванович не записан, так же не упомянуто и его прозвание.